# Sibsāgar (distrikt)
Sibsāgar är ett distrikt i Indien.   Det ligger i delstaten Assam, i den östra delen av landet, 1 700 km öster om huvudstaden New Delhi. Antalet invånare är 1 151 050.
Följande samhällen finns i Sibsāgar:
- Sibsāgar
- Sonāri
- Nāzirā
- Amguri